# Reid Scott
Reid Scott, ursprungligen Reid Scott Weiner, född 19 november 1977 i Albany i delstaten New York, är en amerikansk skådespelare. Han är bland annat känd för sina roller som Brendan "Brando" Dorff i TBS-komedin My Boys och Dan Egan i HBO-serien Veep. Han spelar dessutom rollen som Dr. Dan Lewis i de två släppta Venom-filmerna från 2018 respektive 2021.
Reid Scott har två söner, födda 2015 och 2018, tillsammans med hustrun Elspeth Keller.